# Medicine Hat
Medicine Hat è una città canadese di 63 018 abitanti situata nella parte sud-orientale della provincia dell'Alberta. È posta sulla riva meridionale del fiume Saskatchewan, lungo l'autostrada transcanadese.
Fondata come città ferroviaria, oggi Medicine Hat è collegata al resto del paese tramite la Trans-Canada Highway (Highway 1) e dal capolinea orientale della Crowsnest Highway (Highway 3). Le comunità vicine considerate parte dell'area di Medicine Hat includono la città di Redcliff, confinante con il margine nordorientale della città, e i centri abitati di Desert Blume, Dunmore, Irvine, Seven Persons e Veinerville. La regione delle Cypress Hills, incluso il Cypress Hills Interprovincial Park, è facilmente raggiungibile in auto, dopo un tratto relativamente breve, in direzione sud-est rispetto al centro cittadino.
Storicamente, Medicine Hat era conosciuta per i suoi grandi giacimenti di gas naturale, essendo stata immortalata da Rudyard Kipling in una citazione del 1907 come all hell for a basement (tutto l'inferno per un seminterrato). A causa di queste riserve, la città è conosciuta come The Gas City.